# 井澤勇貴
井澤 勇貴（いざわ ゆうき、1992年11月26日 - ）は、日本の俳優、モデル、元ジャニーズJr.でありボーイズグループ「HotchPotchi」及び派生ユニット「ハッチポッチとネロくん」の元メンバー。東京都出身。身長181cm、靴のサイズ28cm、血液型はA型。

## 人物
趣味はカメラ、映画鑑賞、人間観察、ファッション、散歩、料理。特技はダンス、ものまね、ムーンウォーク、サッカー。憧れの女性のタイプは飯島直子。

## 略歴
- 2004年、『小学六年生』の読者モデルとして芸能界デビュー。
- 母親の友達がジャニーズ事務所に履歴書を送り、ジャニーズJr.として活動する[8]。
- 2007年1月頃からスターダストプロモーションに所属し、HotchPotchiとして活動を始める。
- 2007年8月8日、「ハッチポッチとネロくん」として『Surfin'Dog』でCDデビューを果たし、2007年12月5日にHotchPotchiとして『こんにちワンからワンツースリー』でCDデビューを果たした。
- 2009年4月に本人らの希望によりHotchPotchiは解散[9]し、スターダストプロモーションを退社する。
- 2011年からエイベックス特待生としてレッスンを中心に舞台等の仕事を行っていた[10]。
- 2019年1月にYouTubeアカウントでエイベックス・マネジメントを円満退社してフリーで活動している事を発表した。
- 2019年4月8日に株式会社オレンジに所属した事を自身のTwitterとYouTubeでの配信で報告した。
- 2023年7月29日、自身のSNSにてモデルの中島ケイカとの結婚を発表した[11]。

## 出演

### 舞台
- PEACE MAKER 〜新撰組参上〜（2011年6月3日 - 12日、シアターGロッソ） - 北村鈴 役
- Musical Show「100年のI love you」（【北海道】2011年8月5日 - 6日、幕別町百年記念ホール / 【東京】9月6日 - 11日、三越劇場）
- 大江戸鍋祭〜あんまりはしゃぎ過ぎると討たれちゃうよ〜（【東京】2011年12月23日 - 26日、明治座 / 【大阪】12月31日、梅田芸術劇場メインホール） - 矢頭右衛門七 役
- ALTAR BOYZ 2012（【東京】2012年1月28日 - 2月24日、新宿FACE / 【大阪】2月18日、森ノ宮ピロティホール） - G.CAST JUAN 役
- We Love 兄さん!!〜ボクらの兄さんイケてなくなくない!?〜（2012年4月3日 - 10日、ラフォーレミュージアム原宿） - アオタ 役
- 僕等の図書室2〜みんなで読書会〜（ぼくとしょ2）（【東京】2012年9月27日 - 30日、パルコ劇場 / 【大阪】10月2日、シアタードラマシティ）
- ソラオの世界（2013年2月9日 - 17日、東京芸術劇場 シアターウエスト） - 主演 ソラオ 役
- BOYS★TALK - ユージ 役
  - BOYS★TALK（2013年6月7日 - 9日、全労済ホール スペース・ゼロ）
  - 第2弾 BOYS★TALK（2014年12月27日、新宿FACE） - 日替わりゲスト
- 刑事・ル（2013年7月10日 - 19日、全労済ホール スペース・ゼロ）
- Club SLAZY
  - Club SLAZY（2013年9月25日 - 29日、新宿FACE） - 遠藤 / End 役
  - Club SLAZY The 3rd invitation 〜Onyx〜（2014年10月8日 - 13日、草月ホール） - End 役
  - Club SLAZY The Final invitation 〜Garnet〜（2016年12月7日 - 13日、品川プリンスホテル クラブeX） - End 役
- ミュージカル「AMNESIA」 - トーマ 役
  - ミュージカル「AMNESIA」（2014年1月9日 - 19日、博品館劇場）
  - ミュージカル「AMNESIA re:again」（【東京】2014年9月3日 - 10日、全労済ホール スペース・ゼロ / 【大阪】9月20日 - 23日、大阪ビジネスパーク円形ホール）
- 「ラズベリーボーイ」（再演）（2014年3月2日、俳優座劇場） - 月面歩 役（日替わりゲスト）
- Rooter×ASSH 「雷ヶ丘に雪が降る」（【東京】2014年3月12日 - 16日、シアターグリーン BIG TREE THEATER / 【大阪】4月1日 - 6日、大阪市立芸術創造館） - 荒魂羅刹 役
- ミュージカル「薄桜鬼 藤堂平助篇」（【京都】2015年1月10日 - 12日、京都劇場 / 【東京】1月17日 - 25日、Zeppブルーシアター六本木） - 土方歳三 役
- Messiah メサイア - 有賀涼 役
  - －翡翠ノ章－（【東京】2015年5月13日 - 24日、サンシャイン劇場 / 【神戸】5月30日 - 31日、新神戸オリエンタル劇場）
  - －鋼ノ章－（【東京】2015年9月2日 - 13日、シアターGロッソ / 【神戸】9月19日 - 21日、新神戸オリエンタル劇場） - 主演（W主演）
  - －暁乃刻－（【東京】2017年2月11日 - 19日、サンシャイン劇場  / 【大阪】2月25日 - 26日、森ノ宮ピロティホール） - 有賀涼 役
  - －悠久乃刻－（【東京】2017年8月31日 - 9月10日、天王洲銀河劇場 / 【大阪】9月22日 - 24日、サンケイホールブリーゼ） - 主演（W主演）
- 「ベイビーさん 〜あるいは笑う曲馬団について〜」（2015年11月7日 - 14日、Zeppブルーシアター六本木） - ゾウさん 役
- 「晦日明治座納め・る祭」（【東京】2015年12月29日 - 31日、明治座 / 【大阪】2016年1月16日、梅田芸術劇場 メインホール） - 諸絞 役
- 舞台「私のホストちゃん」 - 光星 役
  - THE FINAL〜激突!名古屋栄編〜（【東京】2016年1月29日 - 2月14日、天王洲 銀河劇場 / 【福岡】2月20日、ももちパレス大ホール / 【大阪】2月26日 - 28日、森ノ宮ピロティホール / 【愛知】3月1日 - 2日、名古屋市芸術創造センター）
  - REBORN（2017年1月18日、サンシャイン劇場） - ゲスト
  - REBORN～絶唱!大阪ミナミ編～（2018年1月25日、サンシャイン劇場） - ゲスト
  - THE PREMIUM（2019年2月21日、オルタナティブシアター） - ゲスト
- InnocentSphere「悪党」（2016年4月13日 - 17日、座・高円寺1）- 伊崎隼 役 他
- ママと僕たち 〜たたかえ!!泣き虫BABYS〜（【東京】2016年7月8日 - 18日、AiiA 2.5 Theater Tokyo / 【大阪】7月22日 - 24日、梅田芸術劇場 シアター・ドラマシティ） - 野々村愛之助 役
- おそ松さん on STAGE - おそ松（F6） 役
  - 〜SIX MEN’S SHOW TIME〜（【大阪】2016年9月29日 - 10月3日、梅田芸術劇場 シアター・ドラマシティ / 【東京】10月13日 - 23日、Zeppブルーシアター六本木）
  - 〜SIX MEN’S SHOW TIME2〜（【大阪】2018年2月23日 - 26日、梅田芸術劇場 / 【東京】3月1日 - 11日、TOKYO DOME CITY HALL）
  - 〜SIX MEN’S SHOW TIME3〜（【兵庫】2019年11月21日 - 24日、あましんアルカイックホール / 【東京】11月28日 - 12月8日、舞浜アンフィシアター）
- エン*ゲキ#02「スター☆ピープルズ!!」（2017年1月5日 - 11日、紀伊國屋ホール）[12]- ビーム 役
- Acrobat Stage「Infini-T Force」（2018年8月29日 - 9月2日、IMAホール）- 主演 ガッチャマン / 鷲尾健 役
- オムイズムvol.2「園園～そのその～」（2019年1月24日、北沢タウンホール） - Youtuber 松 役（日替わりゲスト）
- ミュージカル『憂国のモリアーティ』 - セバスチャン・モラン 役
  - ミュージカル『憂国のモリアーティ』（【東京】2019年5月10日 - 19日、天王洲 銀河劇場 / 【大阪】5月25日 - 26日、柏原市民文化会館 リビエールホール）
  - ミュージカル『憂国のモリアーティ』Op.2 -大英帝国の醜聞-（【東京】2020年7月31日 - 8月10日、天王洲 銀河劇場 / 【京都】8月14日 - 16日、京都劇場）
  - ミュージカル『憂国のモリアーティ』Op.3 -ホワイトチャペルの亡霊-（【東京】2021年8月5日 - 15日、品川プリンスホテル ステラボール / 【大阪】8月19日 - 22日、サンケイホールブリーゼ）[13]
  - ミュージカル『憂国のモリアーティ』Op.4 -犯人は二人-（【大阪】2023年1月27日 - 29日、新歌舞伎座 / 2月2日 - 12日、天王洲 銀河劇場）[14]
- GOZEN-狂乱の剣-（【東京】2019年9月12日 - 23日、サンシャイン劇場 / 【大阪】9月27日 - 29日、梅田芸術劇場 シアター・ドラマシティ） - 郷田半左衛門 役
- LIFE RESET?（2020年1月3日 - 7日、赤坂RED/THEATER）
- 少女仮面（2020年1月24日 - 2月9日、シアタートラム）
- シャイニングモンスター - 仁吉 役
  - ～ばくのふだ（Shining編 / Shadow編）～（2021年3月13日 - 21日、CBGKシブゲキ!!）[15]
  - 2nd STEP～てんげんつう～（2022年7月30日 - 8月4日、浅草花劇場）[16]
- 白からはじまる世界（2021年6月9日 - 16日、シアターサンモール）[17][18]
- 朗読劇「ラストダンスは私に」～岩谷時子生誕105年記念～（2021年8月27日、ニッショーホール） - 越路吹雪夫 役 他[19]
- リーディングドラマ『幽霊ハウス』～あなたは死んでも彼女を守れますか？～（2021年9月11日・12日、ヒューリックホール東京） - 志賀長左衛門 役[20][21]
- 朗読劇「あの空を。」（2021年9月13日、俳優座劇場）[22]
- 『五番目のサリー』～The Fifth Sally～（2021年10月21日 - 30日、よみうり大手町ホール） - 同僚トッド 役 他[23]
- 舞台「コーリング」（2021年12月15日 - 19日、浅草花劇場） - 赤池大地 役[24]
- ミュージカル『新テニスの王子様』 - 越前リョーガ 役
  - The Second Stage（【神奈川】2022年1月28日 - 2月6日、KAAT神奈川芸術劇場 ホール / 【東京】2月11日 - 2月20日、TOKYO DOME CITY HALL / 【大阪】2月25日 - 2月27日、メルパルクホール大阪）
  - The Fourth Stage（【東京】2024年8月9日 - 18日、日本青年館ホール / 【愛知】8月23日 - 25日、一宮市民会館 / 【大阪】8月30日 - 9月8日、SkyシアターMBS / 【東京】9月13日 - 23日、日本青年館ホール）[25]
  - The Fifth Stage（2025年10月3日 - 13日〈予定〉、【東京】Kanadevia Hall / 10月18日 - 26日〈予定〉、【大阪】SkyシアターMBS / 10月31日 - 11月2日〈予定〉、【岐阜】土岐市文化プラザ サンホール / 11月7日 - 16日〈予定〉、【東京】Kanadevia Hall）[26]
- 舞台『魔法使いの約束』第3章（【東京】2022年4月29日 - 5月8日、天王洲 銀河劇場 / 【愛知】5月13日 - 15日、アイプラザ豊橋 / 【京都】5月20日 - 22日、京都劇場） - ノーヴァ 役[27]
- ミュージカル「シデレウス」（2022年6月17日 - 30日、自由劇場） - ガリレオ・ガリレイ 役（チームペルセウス）[28]
- 舞台『ダブル』（2023年4月1日 - 4月9日、紀伊國屋ホール） - 轟九十九 役[29]
- 舞台「ブルーロック」 - 馬狼照英 役
  - 舞台「ブルーロック」（【大阪】2023年5月4日 - 7日、サンケイホールブリーゼ / 【東京】5月11日 - 14日、サンシャイン劇場）[30]
  - 舞台「ブルーロック」2nd STAGE（2024年1月18日 - 21日、京都劇場 / 1月25日 - 31日、ヒューリックホール東京）[31]
- 本格ミステリー歌劇『46番目の密室』（2023年10月15日 - 22日、KAAT神奈川芸術劇場 ホール） - 火村英生（） 役 ※ 矢田悠祐とW主演[32]
- 桜花浪漫堂 朗読劇「人間失格」（2023年10月27日 - 30日、I'M A SHOW） - マダム / 堀木正雄 役[33]
- ロマンティックコメディ『さよなら、チャーリー』（2024年2月16日 - 25日、あうるすぽっと） - ジョージ・トレイシー 役[34][35]
- 『ROCK MUSICAL BLEACH』 - 藍染惣右介 役
  - 〜Arrancar the Beginning〜（【東京】2024年5月12日 - 26日、天王洲 銀河劇場 / 【大阪】5月31日 - 6月2日、COOL JAPAN PARK OSAKA WWホール）[36]
  - 〜Arrancar the Final〜（【東京】2025年2月8日 - 24日、天王洲 銀河劇場 / 【大阪】3月1日 - 9日、COOL JAPAN PARK OSAKA WWホール）[37]
- 「ワールドトリガー the Stage」ガロプラ迎撃編（【東京】2024年10月25日 - 11月4日、シアターH / 【福岡】11月9日・10日、キャナルシティ劇場 / 【大阪】11月15日 - 17日、COOL JAPAN PARK OSAKA WWホール / 【東京】11月22日 - 24日、天王洲 銀河劇場） - 太刀川慶 役[38]
- ミュージカル『フラガリアメモリーズ』〜純真の結い目〜（【東京】2025年5月23日 - 6月1日、シアターH / 6月6日 - 8日、【兵庫】AiiA 2.5 Theater Kobe） - プルース 役[39][40]
- 『Re〜星の王子様』Musical（2025年8月20日 - 24日〈予定〉、シアター・アルファ東京）[41]

### 映画
- サウスバウンド（2007年10月） - カツ 役
- 戦国BASARA‐MOONLIGHT PARTY-Remix 前・後篇（2012年11月） - 猿飛佐助 役
- Messiah メサイア -深紅ノ章-（2015年10月） - 有賀涼 役
  - メサイア外伝 -極夜 Polar night-（2017年6月） - 有賀涼 役
  - メサイア-幻夜乃刻-（2018年11月）- 有賀涼 役
- HiGH&LOW THE MOVIE 2 / END OF SKY（2017年8月） - 吽形 役
  - HiGH&LOW THE MOVIE 3 / FINAL MISSION（2017年11月） - 吽形 役
  - DTC -湯けむり純情篇- from HiGH&LOW（2018年9月） - 吽形 役
- 任侠哀歌（2018年3月） - ツヨシ(黒崎剣の実弟) 役
  - 任侠哀歌2（2018年5月）
  - 任侠哀歌3（2018年7月）
- トウキョウ・リビング・デッド・アイドル（2018年6月）- 情報屋K 役
- 恋するふたり（2019年5月3日、ユナイテッドエンタテインメント） - マヒロ 役[42]
- 最果てリストランテ（2019年5月）
- GOZEN-純恋の剣-（2019年7月） - 郷田半左衛門 役
- 岡野教授の千年花草譚[43]（2020年3月）- 主演 花山児太郎 役
  - 岡野教授の南極生物譚（2020年3月）- 主演 花山児太郎 役

### テレビドラマ
- ここはグリーン・ウッド（2008年7月 - 9月、TOKYO MX他） - 主演 蓮川一也 役
- 愛の劇場 ラブレター（2008年11月24日 - 2009年2月20日、TBS） - 小金井陸（中高生時代） 役
- 戦国BASARA -MOONLIGHT PARTY-（2012年7月12日 - 9月20日、毎日放送） - 猿飛佐助 役
- シュガーレス 第1話（2012年10月3日、日本テレビ）
- Messiah メサイア -影青ノ章-（2015年2月 - 3月、TOKYO MX） - 有賀涼 役
- 青森発地域ドラマ「進め!青函連絡船」（2016年9月21日、NHK BSプレミアム） - 服部徹（青年時代）役
- フランケンシュタインの恋 第1話（2017年4月23日、日本テレビ） - 山本健吾 役
- マジで航海してます。（2017年7月3日 - 31日、毎日放送他） - 木暮健介 役
- Club SLAZY Extra invitation ～Malachite～（2017年10月12日 - 2018年3月1日、TOKYO MX）- End 役
- 虫籠の錠前（2019年3月 - 5月、WOWOW） - ハニー 役
- 特命刑事 カクホの女2 第3話（2019年11月1日、テレビ東京）
- 30歳まで童貞だと魔法使いになれるらしい 第4話（2020年10月30日、テレビ東京） - チンピラ 役
- 不幸くんはキスするしかない! 第5話（2022年5月20日、毎日放送） - 先輩 役

### Webドラマ
- 「キス×kiss×キス Last Chapter of Love」 第4・7・10話（2014年、BeeTV）
- オフィシャルパートーナードラマ「もうひとつの福岡恋愛白書」（2014年3月21日、九州朝日放送） - 朝夷道春 役
- dTVオリジナルドラマ「不能犯」第2話 賭ける男（2017年12月29日、dTV）- 迫田学 役

### ネット配信
- バーチャルシアターリーディング公演 「楽屋―鏡が観ているー」（2020年）- 俳優秋山（女優B）、俳優吉田（女優C） 役

### バラエティ
- スリルな夜 イケメン合衆国（2007年 - 2008年、フジテレビ）
- 神話（かみばな）〜日本には八百万の神様がいる〜（2013年1月23日、BS11）
- かみばな〜日本には八百万の神様がいるかもしれない〜（2013年7月、BS11） - 手力雄 役
- 男子旅 ～奥多摩～（2018年1月5日、Dlife）
- 痛快TV スカッとジャパン 2時間SP「図々しいケチオンナ」（2018年7月2日、フジテレビ）
- 2.5次元男子推しTV シーズン3 #3　（2018年12月21日、WOWOW）
- 話題のアプリ ええじゃないか！（2019年10月- 、TOKYO MX）準レギュラー
- される僕ら(仮) 〜#レギュラーになってないのかよ！〜 (2021年12月17日放送、テレビ神奈川他)

### イベント・ライブ
- 舞台「大江戸鍋祭〜あんまりはしゃぎすぎると討たれちゃうよ〜」上映会（2012年3月14日、ZeppTokyo）[44]
- 大江戸鍋祭 最後の最後に上映会（2012年7月16日、日本青年館）[45]
- TBS収穫祭 in 青山円形劇場 「さとうのまんま」（2012年11月14日） - ゲスト
- 劇場版「戦国BASARA-MOONLIGHT PARTY-Remix」公開2週目記念舞台挨拶（2012年12月1日、シネ・リーブル池袋）[46]
- talk and dance entertainment show「PUMP IT UP」（2012年12月7日、渋谷Grad）[47]
- 公開録画＆カウントダウンイベント「神話（かみばな）〜日本には八百万の神様がいる〜」（2012年12月31日、赤坂ACTシアター）
- DA2-DANZIN アジアツアー ファイナル トーキョーイン「ハーン!!ボクタチハキョウモ“ダッチグイ”ダヨ!」LIVE（2013年10月12日、ディファ有明） - ゲスト
- ミュージカル「AMNESIA」キャストお披露目イベント（2013年12月13日、アニメイト池袋本店）
- Club SLAZY スペシャルライブ「LUV SLAZY」（2014年4月20日、渋谷DUO music exchange） - End 役
- ミュージカル「AMNESIA」DVD発売記念イベント（2014年7月6日、NEW PIER HALL）
- Club SLAZY スペシャルライブ「LUV SLAZY II」（2015年4月10日-11日、恵比寿LIQUIDROOM） - End 役
- Messiah メサイア -秘色ノ章-（2014年10月19日、ニッショーホール）
- ミュージカル「AMNESIA re:again」DVD発売イベント（2015年3月21日、ニッショーホール）
- ミュージカル「薄桜鬼 藤堂平助篇」DVD発売記念イベント（2015年7月4日、北とぴあ さくらホール）
- 海宝直人スペシャルライブ「One day more 〜20th Anniversary」（2015年7月5日、KENNEDY HOUSE） - ゲスト
- 「Messiah メサイア -深紅ノ章-」初日舞台挨拶（2015年10月17日、イオンシネマ板橋）
- 「Messiah メサイア -深紅ノ章-」2日目舞台挨拶（2015年10月18日、梅田ブルク7 / シネマート心斎橋 / センチュリーシネマ）
- AMYUNE FAN MEETING 2015.11.1（2015年11月1日、発明会館ホール）
- 年越RUN舞（としこしらんぶ）で☆るンバ 〜走ったり、踊ったり、しゃべったり〜（2015年12月31日、明治座）
- 座・宮崎秋人とみんなの会2（2016年3月21日、NEW PIER HALL） - ゲスト
- クラブ龍〜久々編〜（2016年4月29日、カラオケ館銀座総本店） - シークレットゲスト
- Chubbiness Guest Live in JOL原宿（2016年5月24日、JOL原宿） - トークゲスト
- CASTSIZE SPECIAL TALK LIVE（2016年5月29日、shibuya eggman）
- ミュージカル『薄桜鬼』HAKU-MYU LIVE 2（2016年8月13日、京都劇場） - トークゲスト
- Messiah メサイア -宵宮乃刻-（2016年9月17日、ニッショーホール） - 有賀涼 役
- 井澤勇貴 24th Birthday Party（2016年11月26日、渋谷BLOOM）
- Club SLAZY SPECIAL LIVE 2016（2016年12月29日 - 31日、梅田芸術劇場 シアター・ドラマシティ） - End 役
- CD「おそ松さん on STAGE SIX MEN'S SONG TIME」リリースイベント（2017年2月21日、東京ドームシティ ラクーアガーデンステージ） - おそ松（F6） 役
- 米原幸佑ソロライブ「kiss me」2ndセット（2017年11月3日、原宿アストロホール）- ゲスト
- 井澤勇貴 25th Birthday Cruise（2017年11月26日）
- 法月康平 Kohei Birthday Live”A Voice” 2nd（2018年6月17日、羽田TIAT SKY HALL）- ゲスト
- 「岡野教授の千年花草譚」完成披露イベント（【大阪】2018年4月30日、朝日生命ホール / 【東京】5月4日、浜離宮朝日ホール）
- おそ松さん on STAGE - おそ松（F6） 役
  - F6 1st LIVE TOUR「Satisfaction」（【東京】2018年8月11日、豊洲PIT / 【千葉】8月16日、舞浜アンフィシアター / 【沖縄】8月19日、ミュージックタウン音市場 / 【大阪】8月26日、大阪メルパルクホール）
  - STAGE FES 2018（2018年12月31日、大宮ソニックシティ 大ホール）[48]
  - STAGE FES 2019-2020（2019年12月31日、大宮ソニックシティ 大ホール）[49]
  - F6 2nd LIVEツアー「FANTASTIC ECSTASY」（2020年2月22日・23日、幕張メッセ イベントホール）[50][51]
- 「恋するふたり」完成披露イベント（2018年9月16日、雷5656会館）
- 「Infini-T Force」ブレスレットお渡し会（2018年12月16日）
- 2019クラブ龍～生誕祭～（2019年3月10日、エラグ青山） - ゲスト
- 「岡野教授の南極生物譚」完成披露イベント（【大阪】2019年3月16日、クレオ大阪南 / 【東京】3月17日、全電通労働会館）
- 中川晃教コンサート
  - 2020 feat.ミュージカル『チェーザレ 破壊の創造者』（2020年7月11日、明治座）[52]
  - 2023 with friends（2023年2月18日、クアーズテック秦野カルチャーホール （秦野市文化会館） 大ホール）[53]
- 2.5次元男子。LIVE
  - in LINE CUBE SHIBUYA（2021年6月25日、LINE CUBE SHIBUYA）[54]
  - -with LOVE-（2022年5月27日、ヒューリックホール東京）[55]
  - 2022 ～僕たちの夏は終わらない！～（2022年9月29日、中野サンプラザホール）[56]
  - 2023 ～僕たちのHot Summer～（2023年6月14日、LINE CUBE SHIBUYA）[57]
- ミュージカル『新テニスの王子様」 - 越前リョーガ 役
  - TAKESHI KONOMI Presents「テニプリ☆ソニック2022 -おてふぇす in 日本武道館-」（2022年7月1日、日本武道館）[58]
  - Revolution Live 2022（2022年10月6日 - 10日、幕張メッセ 幕張イベントホール）[59]
- MEIJIZA 150th Anniversary Special Concert『The Dream Co-Star』（2022年9月9日 - 15日、明治座）[60]
- 2.5次元ナビ！シアターVol.1～セッションしようゼ！～（2022年10月13日 - 10月16日、CBGKシブゲキ!!）[61]
- Japan Musical Festival 2022 Winter Season（2022年12月28日、Bunkamura オーチャードホール）[62]

### その他
- PV 「キラキラ KIRA Killers」松の廊下走りたい7[注 2]（2011年12月） - えもやん 役
- インターネット番組 BACS TV[64]（第30回、2012年5月2日放送 / 第31回、2012年5月9日放送 / 第34回、2012年5月30日放送） - ゲストMC
- モデル glamb（グラム）[65]（2013年6月）
- 電子書籍「週刊 井澤勇貴 vol.1〜4」（2014年5月9日、月刊デジタルファクトリー）
- CM サントリーチューハイほろよい「ほろよい色の夏」篇（2018年7月）
- MV 「BABY」RESERVOIR（2019年1月）